# Гови, Ян
Ян Гови (Хови) (ок. 1660—1743) — голландец, лейб-хирург Петра I, штаб-лекарь 1730 года.
Прибыл в Россию в числе 50 лекарей, которых выписал в 1697 году адмирал К. Крюйз. Сначала служил первым хирургом на флоте, а после смерти Дермонда стал лейб-хирургом Петра I, с которым всегда находился рядом, сопровождал его в Персидском походе.
По окончании шведской войны был послан императором в знак особого к нему расположения в Архангельск для извещения жителей города об этом событии. 15 февраля 1723 года в Кремле был подвергнут экзекуции вице-канцлер Пётр Павлович Шафиров. Преступнику за его заслуги даровали жизнь. Шафиров пошёл в здание Сената. Ему подавали руки, поздравляли его с помилованием. По причине испытанного Петром потрясения, Гови пустил ему кровь, сказав, что лучше открыть большую жилу, чтобы избавить его от мучений.
После смерти Петра I Гови служил флота штаб-лекарем (главным хирургом Адмиралтейства). Императрица Анна Иоанновна пожаловала ему в пожизненное владение по его прошению 35 крестьянских дворов в Копорском уезде.
Ян Гови умер в 1743 году (примерно в 80 лет).